# Shawn Rhoden
Shawn Rhoden (Kingston, 2 april 1975 – 6 november 2021) was een Jamaicaans-Amerikaanse IFBB professionele bodybuilder en Mr. Olympia. 

## Levensloop
Rhoden groeide op in Jamaica maar verhuisde in 1990 naar Maryland in de Verenigde Staten. In zijn tienerjaren was Rhoden een talentvol voetballer, maar hij begon in 1992 met bodybuilding. Aanvankelijk kwam zijn carrière moeilijk op gang. Hij had enkele zware rugblessures en na de dood van zijn vader in 2002 raakte Rhoden verslaafd aan alcohol. Met de hulp van zijn vriend Lenore Carroll slaagde hij erin van af te kicken nadat hij in het ziekenhuis was opgenomen met ernstige alcoholvergiftiging.
In 2010 werd hij professioneel bodybuilding bij de IFBB. Bij zijn debuut bij Mr.Olympia in 2011 werd hij elfde. De jaren erop werd hij derde (2012, 2014, 2015), vierde (2013) en tweede (2016), voordat hij in 2018 voor het eerst won door zevenvoudig Mr.Olympia Phil Heath te verslaan. Hij werd daarmee de oudste winnaar aller tijden, met een leeftijd van 43 jaar en 5 maanden.
In 2019 werd Rhoden er door TMZ van beschuldigd in oktober 2018 een vrouwelijke bodybuilder te hebben verkracht. Het artikel meldde ook dat Rhoden gearresteerd was en vrij was op een borgtocht van $750.000. Kort nadat dit nieuws bekend werd, werd Rhoden uitgesloten van deelname aan de Mr.Olympia-wedstrijd van 2019 en volgende edities.
Rhoden huwde in 2018 zijn partner Michelle Sugar. Vanwege persoonlijke problemen en beschuldigingen van ontrouw zijn ze echter gescheiden. Rhoden stierf op 6 november 2021 aan een hartaanval.